# Dampmaskinen (dokumentarfilm)
 For alternative betydninger, se Dampmaskinen. (Se også artikler, som begynder med Dampmaskinen)
Dampmaskinen er en dansk oplysningsfilm fra 1947.

## Handling
Teknisk film om dampmaskinens betydning for udviklingen af industrikulturen.